# Como un avión estrellado
Pour plus de détails, voir Fiche technique et Distribution.
Como un avión estrellado est un film argentin réalisé par Ezequiel Acuña, sorti en 2005.

## Synopsis
Nico est un adolescent de Buenos Aires, qui tombe amoureux d'une jeune Chilienne, Luchi...

## Fiche technique
- Titre original : Como un avión estrellado
- Réalisation : Ezequiel Acuña
- Scénario : Ezequiel Acuña et Alberto Rojas Apel
- Pays d'origine :  Argentine
- Format : couleurs - 1,85:1 - Dolby - 35 mm
- Genre : Comédie dramatique
- Durée : 80 minutes
- Dates de sortie : 
  - Pologne : 12 octobre 2005 (Festival de Varsovie)
  - Argentine : 27 octobre 2005
  - France : 20 mars 2006 (Festival du film latino-américain de Toulouse)
- Interdit aux moins de 13 ans en Argentine

## Distribution
- Ignacio Rogers : Nico
- Manuela Martelli : Luchi
- Santiago Pedrero : Santi
- Carlos Echevarría : Fran

## Distinction
- Condor d'Argent 2006 (Prix de l'Association des critiques argentins) : nomination pour la meilleure révélation masculine (Ignacio Rogers).